# Andrea Thompson

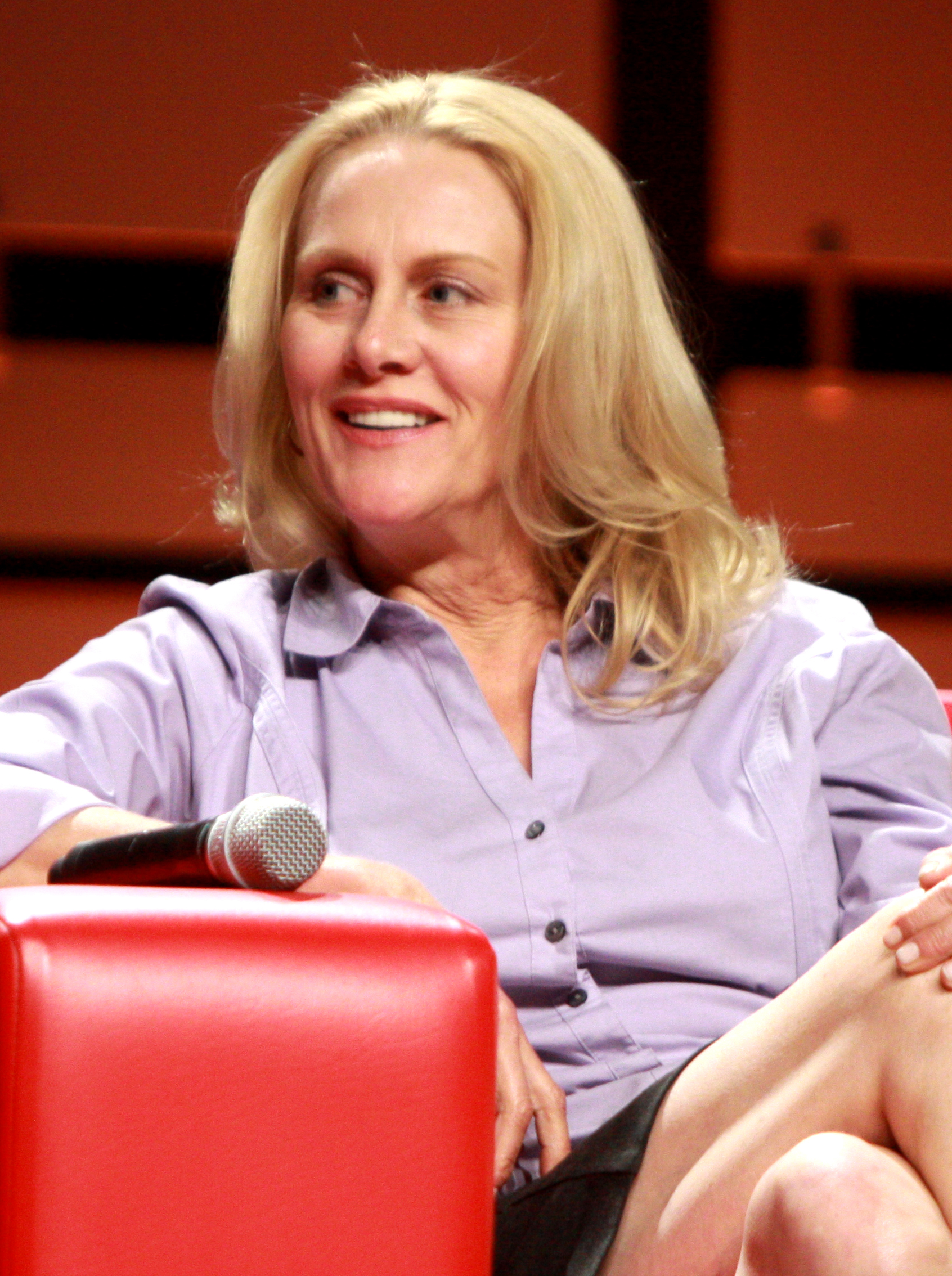
Andrea Thompson (2013)

Rebecca Andrea Thompson (* 6. Januar 1960 in Dayton, Ohio) ist eine US-amerikanische Schauspielerin. Bekannt wurde sie vor allem durch Hauptrollen in den Fernsehserien Falcon Crest, Babylon 5 und NYPD Blue.

## Leben
Andrea Thompson entstammt einer katholischen Familie und hat vier Geschwister. Als sie sechs Jahre alt war, zog die Familie nach Australien. Nach dem Abschluss der High School reiste sie fünf Jahre um die Welt, um anschließend in New York mit einem Schauspiel-Studium zu beginnen. Anschließend ging sie nach Hollywood, wo sie 1986 ihren ersten Filmauftritt hatte. Ihre erste bedeutende Rolle spielte sie 1987 in dem Film Wall Street von Oliver Stone.
1989 spielte sie erstmals eine Hauptrolle in der Seifenoper Falcon Crest. Von 1994 bis 1995 verkörperte sie die Telepathin Talia Winters in den ersten beiden Staffeln der Science-Fiction-Serie Babylon 5. Ab 1996 spielte sie in vier Staffeln von NYPD Blue die Polizistin Jill Kirkendall. 2000 verließ sie die Serie, um künftig als Journalistin zu arbeiten. Zunächst arbeitete sie für den zu CBS gehörenden Lokalsender KRQE in Albuquerque, New Mexico. Im Juni 2001 wurde sie Nachrichtensprecherin bei CNN, verließ den Sender aber bereits im März 2002. Seitdem ist sie wieder als Schauspielerin tätig.
Andrea Thompson war zweimal verheiratet und hat einen Sohn. Von 1987 bis 1990 war sie mit David Guc verheiratet. Ihr zweiter Ehemann war von 1995 bis 1997 Jerry Doyle, ein Schauspiel-Kollege aus der Serie Babylon 5.

## Filmografie
- 1986: American Gigolo
- 1986: Programmiert zum Töten
- 1987: Crime Story (Fernsehserie, eine Folge)
- 1987: Wall Street
- 1988: Spenser (Fernsehserie, eine Folge)
- 1988: Hot Splash – Eine Jungfrau geht baden
- 1988: Hilfe, ich bin ein Außerirdischer – Ausgeflippte Zeiten auf der Erde
- 1988: Monsters (Fernsehserie, eine Folge)
- 1989–1990: Falcon Crest (Fernsehserie, 19 Folgen)
- 1990: Wake, Rattle & Roll (Fernsehserie, eine Folge)
- 1990: Zurück in die Vergangenheit (Fernsehserie, eine Folge)
- 1991: Jack allein im Serienwahn (Delirious)
- 1991: Baywatch – Die Rettungsschwimmer von Malibu (Fernsehserie, zwei Folgen)
- 1991: Mord ist ihr Hobby (Fernsehserie, eine Folge)
- 1992: Civil Wars (Fernsehserie, eine Folge)
- 1992: Chillers (Fernsehserie, eine Folge)
- 1993: Palm Beach-Duo (Fernsehserie, eine Folge)
- 1994–1995: Babylon 5 (Fernsehserie, 44 Folgen)
- 1996: Nowhere Man – Ohne Identität! (Fernsehserie, eine Folge)
- 1996: Captain Simian und die Weltraumaffen (Fernsehserie, eine Folge)
- 1996–2000: New York Cops – NYPD Blue (NYPD Blue, Fernsehserie, 77 Folgen)
- 1996–2004: JAG – Im Auftrag der Ehre (JAG, Fernsehserie, sieben Folgen)
- 1997: Confidential
- 1997: Arli$$ (Fernsehserie, eine Folge)
- 1998: Lost Valley – Terror im Regenwald (Lost Valley)
- 1999: Encounter in the Third Dimension (Kurzfilm)
- 2000: Expedition der Stachelbeeren (Fernsehserie, zwei Folgen)
- 2000: Rockets' Red Glare
- 2003–2004: 24 (Fernsehserie, fünf Folgen)
- 2004: Lady Cops – Knallhart weiblich (Fernsehserie, eine Folge)
- 2004: Touching Evil (Fernsehserie, eine Folge)
- 2004: Medical Investigation (Fernsehserie, eine Folge)
- 2005: Passing Darkness (Kurzfilm)
- 2007: Bones – Die Knochenjägerin (Fernsehserie, eine Folge)
- 2008: Heroes: Destiny (Fernsehserie, vier Folgen)
- 2009: Criminal Minds (Fernsehserie, eine Folge)
- 2010: Thoughts of Suicide on an Otherwise Lovely Day (Kurzfilm)
- 2016: Deckname Quarry (Fernsehserie, eine Folge)